# Omoda
Omoda és una marca del fabricant de vehicles xinès Chery Automobile. La marca es va presentar per primera vegada a Rússia i Kazakhstan l'octubre de 2022, amb l'Omoda C5 com a primer vehicle que, al seu torn, és un model redissenyat del crossover homònim Chery Omoda 5. Omoda juntament amb Jaecoo són dues marques de Chery que només es comercialitzen fora de la Xina per donar suport a la seva estratègia d'exportació. En alguns mercats, la marca comparteix els mateixos concessionaris amb la marca Chery, i en la majoria dels casos comparteix els mateixos distribuïdors amb Jaecoo.
Segons Chery, la lletra «O» d'Omoda deriva de la paraula «oxigen», mentre que «moda» significa «modern». En alguns mercats, l'Omoda es posiciona com una marca d'alt stànding en comparació amb la marca Chery més convencional.

## Història
El juny de 2022 es va anunciar la decisió de segmentar la família Omoda de la marca Chery i establir-la com a marca independent per al mercat rus. Segons Chery, els cotxes de la marca Omoda a Rússia ocuparien el segment mitjà-alt per sobre de la marca Chery i per sota de la marca Exeed. La multinacional va anunciar que la marca Omoda seria una «alternativa digna» a les marques japoneses i alemanyes que han suspès les seves activitats a Rússia. El seu primer producte, l'Omoda C5, es va posar a la venda a Rússia l'octubre de 2022. El 2023, el 45% de les vendes globals d'Omoda es van produir al mercat rus.

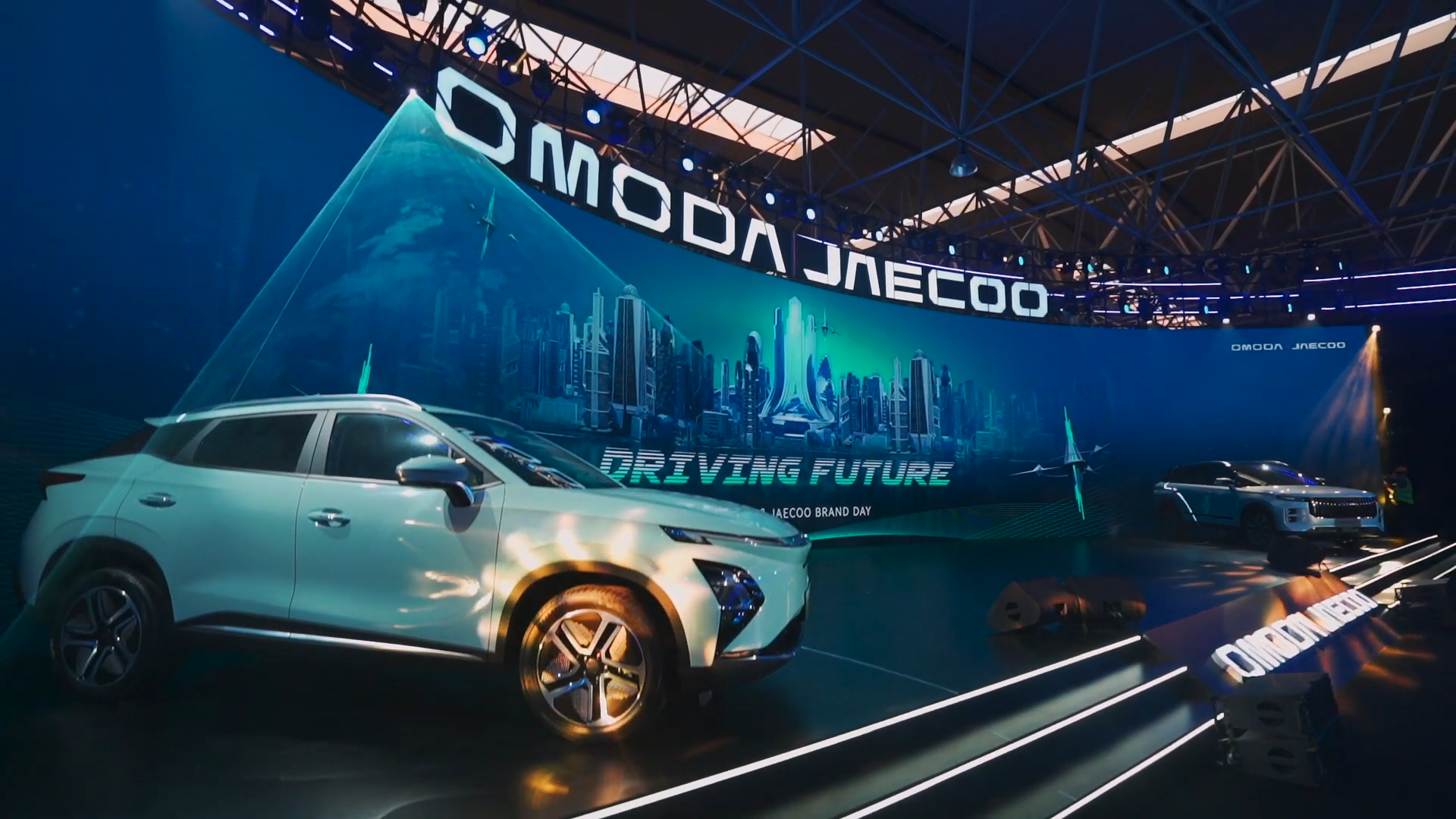
Llançament de les marques Omoda i Jaecoo a Wuhu

La presentació mundial de la marca Omoda es va celebrar l'abril de 2023 a la ciutat xinesa de Wuhu, juntament amb la marca Jaecoo. Les dues marques combinades (conegudes com a «O&J») tenen com a objectiu assolir unes vendes globals anuals de 1.400.000 unitats el 2030 (sense incloure la Xina). La direcció de la marca d'Omoda està encapçalada per Steve Eum, vicepresident i director general de disseny de Chery a la Xina. El mateix mes, Chery va establir una empresa separada a la Xina anomenada Anhui Omoda Jaecoo Automobile Co., Ltd. com a divisió de vendes.

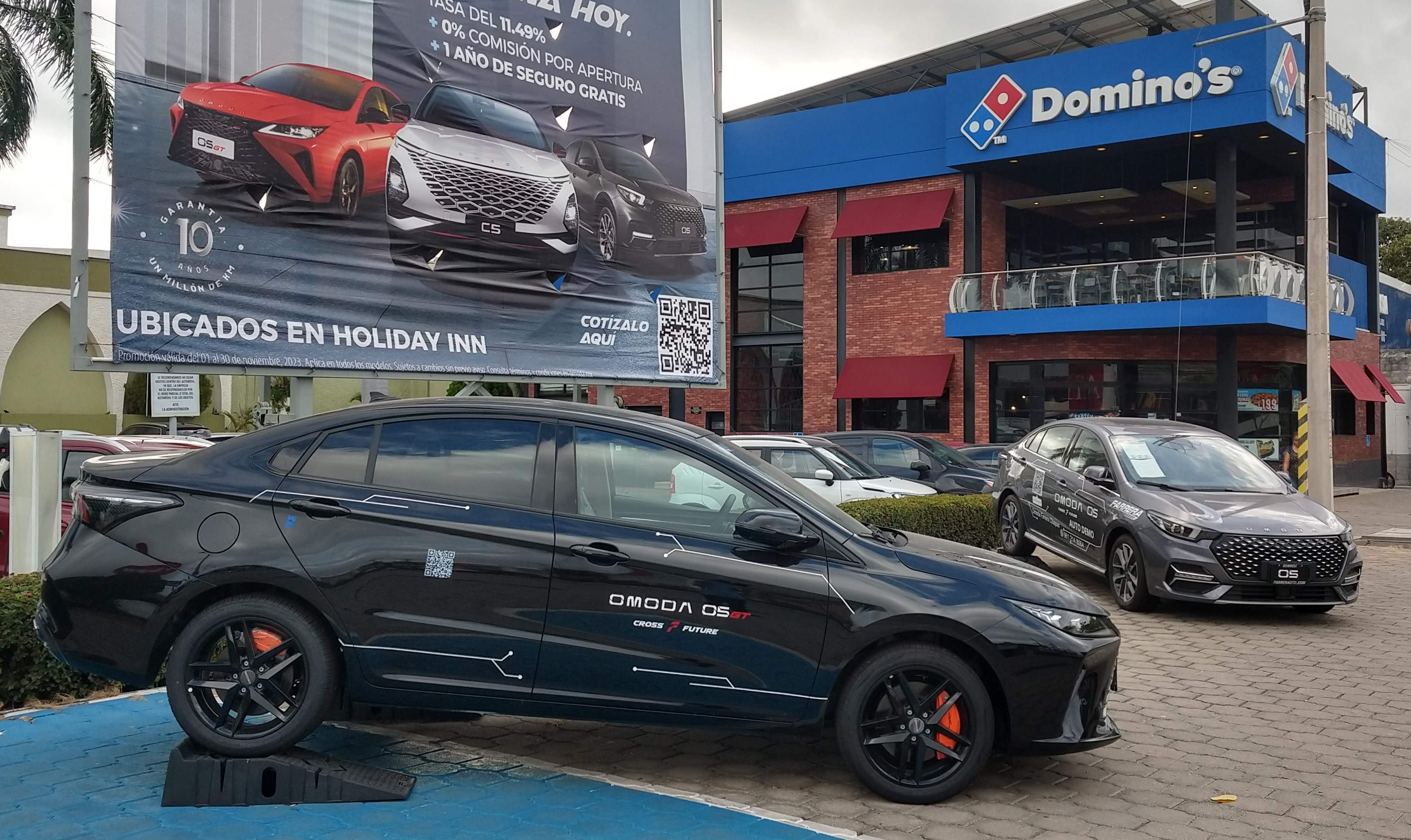
Cotxes Omoda en un concessionari a Mèxic

L'abril de 2023, la marca Omoda es va presentar a Sud-àfrica com a marca «de luxe». Els cotxes de la marca Omoda es venen a través dels concessionaris Chery i tenen el mateix subministrament de peces i assistència. El maig de 2023, Omoda també es va convertir en una marca independent de Chery a Mèxic, amb el canvi de denominació del Chirey Omoda 5 a Omoda C5. La marca va anunciar també el llançament previst de l'Omoda O5 i l'Omoda C5 EV, i l'obertura 70 concessionaris a tot el país compartits amb Jaecoo.
Omoda va entrar al mercat europeu l'any 2024, començant per l'Estat espanyol el març de 2024. L'abril de 2024, Chery va signar una aliança d'empreses amb l'empresa EV Motors per a construir vehicles Omoda en una antiga fàbrica de Nissan a la Zona Franca de Barcelona. La marca va entrar al Regne Unit el maig de 2024 comercialitzant l'Omoda 5 i l'Omoda E5. L'abril de 2024 Omoda va presentar l'Omoda 7.